# Gaia Buso
Gaia Buso (Treviso, 19 agosto 2002) è una rugbista a 15 italiana, dal 2025 utility back del Villorba.

## Biografia
Trevigiana ma originaria di Villorba, nella cui società d'atletica era iscritta, vanta la propria formazione rugbistica nelle giovanili del club della sua città, in cui entrò a nove anni, per poi effettuare un anno di studio a Worthing, località inglese poco lontano da Brighton, e disputare la stagione di campionato con l'Hove e trovando anche la convocazione per la selezione di contea del Sussex, anche se non poté scendere in campo per tale rappresentativa a causa della pandemia di COVID-19 sopraggiunta a inizio 2020.
Tornata in Italia a Villorba, dopo quasi un anno e mezzo di inattività sia per via della sospensione dei campionati che, a seguire, per un infortunio che la tenne fuori per molto tempo, tornò in campo sul finale della stagione 2021-22, in tempo per disputare la finale di campionato persa contro Valsugana; conseguita la maturità, a seguito dell'iscrizione ai corsi di psicologia all'università di Modena e Reggio Emilia, giunse il trasferimento al Colorno.
Prima di esordire a livello internazionale maggiore nel rugby a XV, fu impiegata nella nazionale a VII nel quadro delle qualificazioni al torneo olimpico di Parigi 2024.
Aggregata alla nazionale maggiore impegnata nel Sei Nazioni 2023 pur senza mai scendere in campo, ha successivamente debuttato nel settembre successivo durante un test match di preparazione al WXV contro il Giappone nel ruolo di mediano di mischia (uno dei vari che può ricoprire nella tre quarti, insieme a centro, ala e talora apertura), subentrando in corso di gara a Sofia Stefan.
Del 2025 è il ritorno a Villorba, e l'inclusione da parte del C.T. della nazionale Fabio Roselli nel gruppo delle giocatrici impegnate nei warm-up premondiali in preparazione alla Coppa del Mondo in Inghilterra, nonché il successivo inserimento nella lista delle convocate alla competizione.